# Gaujan
Gaujan é uma comuna francesa na região administrativa de Occitânia, no departamento de Gers. Estende-se por uma área de 10,82 km². Em 2010 a comuna tinha 116 habitantes (densidade: 10,7 hab./km²).